# Brixia uvidensis
Brixia uvidensis är en insektsart som beskrevs av Williams 1975. Brixia uvidensis ingår i släktet Brixia och familjen kilstritar. Inga underarter finns listade i Catalogue of Life.